# Flackarp

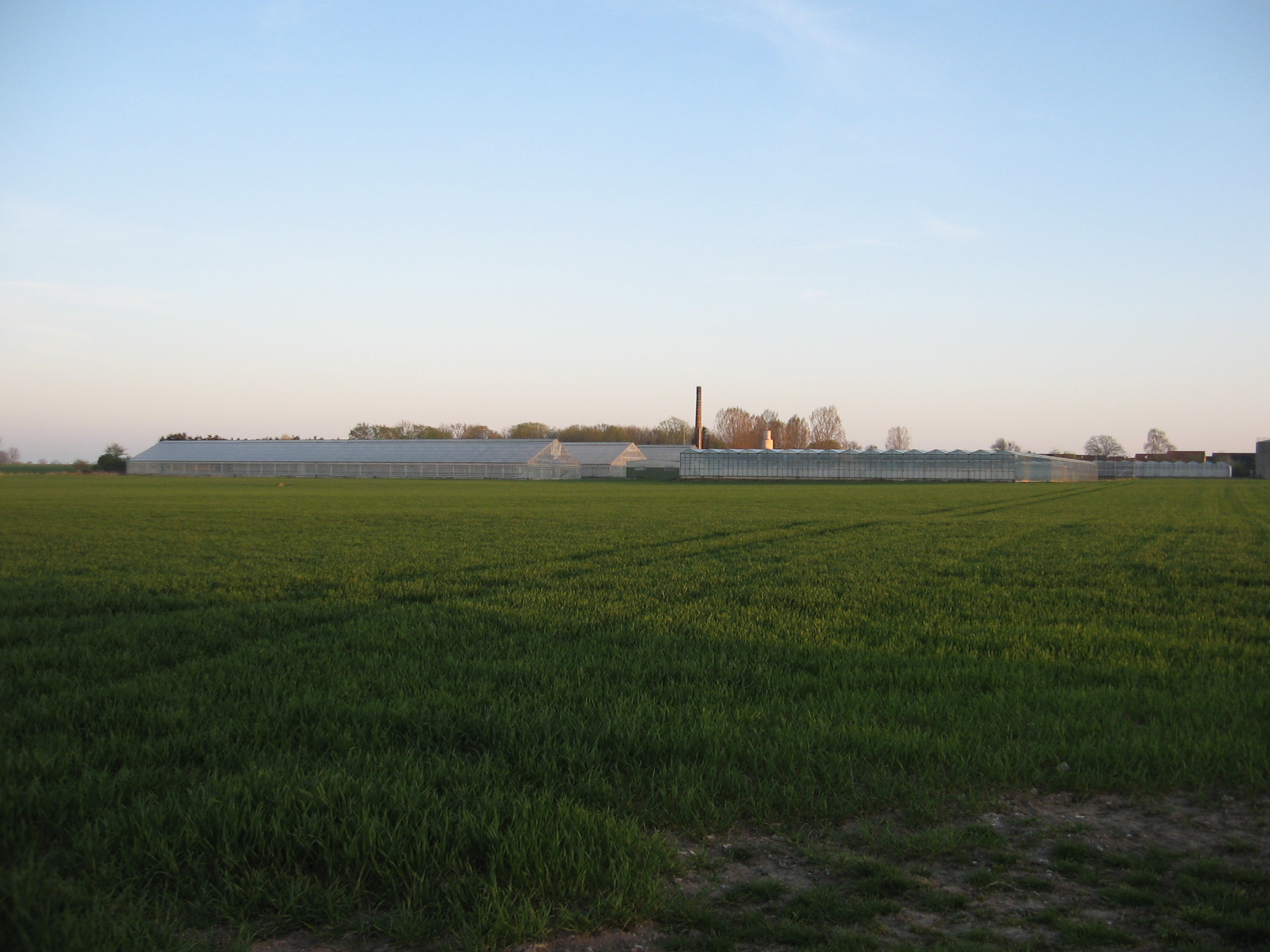
Växthus, med en vy över slätten

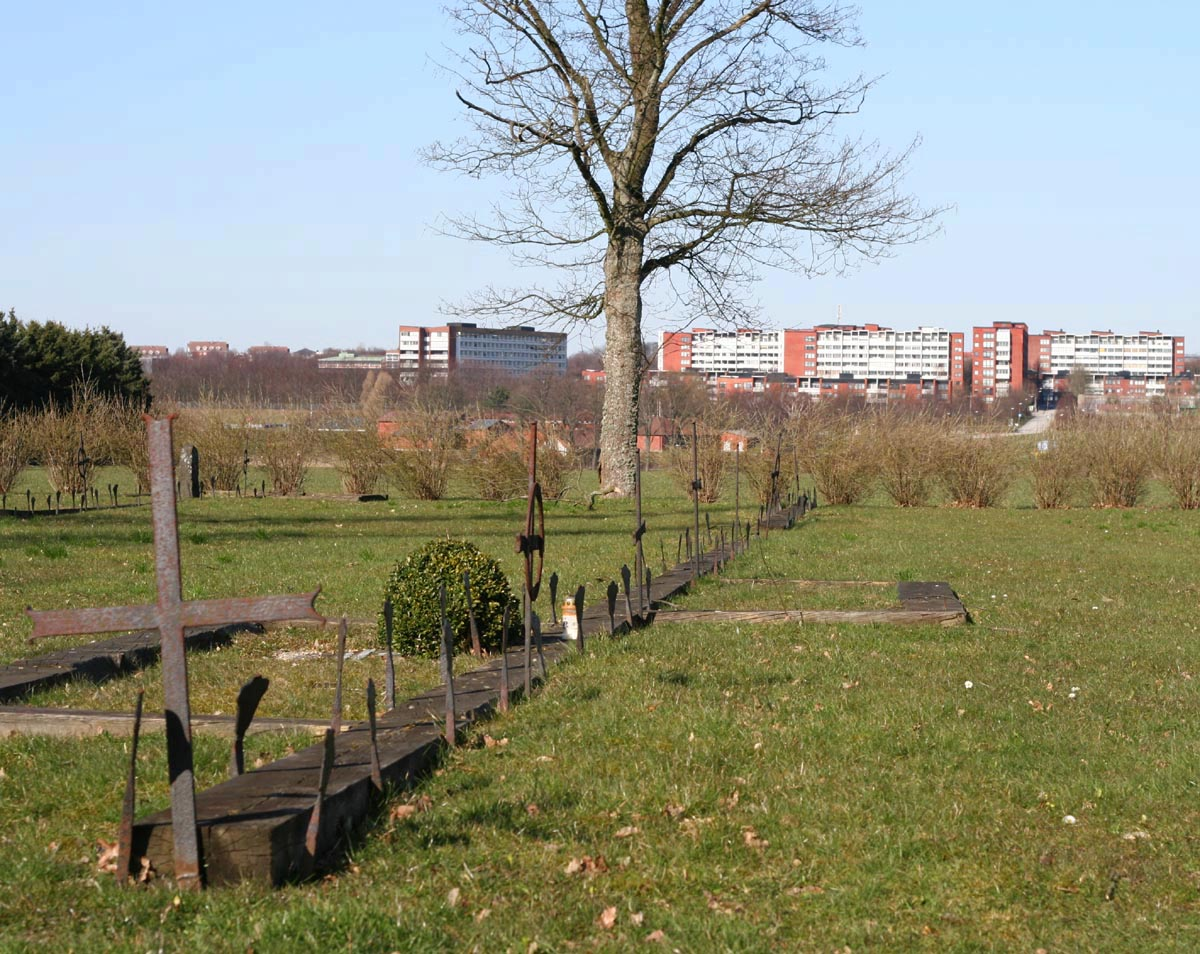
Sankt Lars gravplats, med Klostergården i bakgrunden

Flackarp är en småort i Staffanstorps kommun, och tidigare kyrkby i Flackarps socken, belägen söder om Höje å, som här utgör nordgränsen för Lundaslätten, en milsvid slätt från Öresund i väst till Romeleåsen i nordost och till Malmö i syd.
Södra stambanan mellan Malmö och Lund delar byns marker i två delar. På den västra sidan om järnvägen låg den nu rivna Flackarps kyrka, där det idag återstår en minneslund med klockstapel.
Den småort som SCB definierar är en samlad bebyggelse om cirka 35 hus som ligger en halv kilometer öster om järnvägen, ungefär lika långt söder om ån, och 300 meter väster om den del av Sankt Lars-området, i Lunds tätort, som i slutet av 1800-talet byggdes som en utvidgning, söder om Höje å, av Sankt Lars sjukhus. 
Av husen är ungefär hälften gatehus från sekelskiftet 1800/1900 och de övriga uppförda under 1990-talet i en byggnadsstil som är avsedd att passa in i den äldre bebyggelsen. Den äldre bebyggelsen ligger utmed ett par vägar och gator som går vinkelrätt mot varandra, den nyare är samlad utmed den snirklande gatan Möllarevägen.
I norr fortsätter Flackarps byväg till en gång- och cykelbro över ån. På andra sidan ligger stadsdelen Klostergården med Källbybadet, ett utomhusbad på den nu försvunna byn Källbys marker, och 750 meter norr om bron ligger Klostergårdens pågatågsstation med goda förbindelser till Malmö och Lunds stationer.
I östra delen ligger också Flackarps mölla, en holländare uppförd 1869, i bruk till 1950 och idag ägd av Föreningen Skånska Möllor. Omedelbart öster om orten finns Sankt Lars-sjukhusets gamla begravningsplats (som dock ligger i Lunds kommun).